# آنا پففر
انا پفر (انگلیسی: Anna Pfeffer؛ زادهٔ ۳۱ اوت ۱۹۴۵) قایقران کایاک اهل مجارستان است.